# John Howard (politico)
John Winston Howard (Sydney, 26 luglio 1939) è un politico australiano.

## Biografia
A seguito delle elezioni del 2 marzo 1996 ha ricoperto la carica di Primo ministro del Commonwealth dell'Australia, dall'11 marzo 1996 fino al 2007. Dal 1995 è capo del Partito Liberale d'Australia. Alle elezioni del 24 novembre 2007 Howard viene sconfitto dal Partito Laburista Australiano di Rudd, e perde dopo 33 anni il suo seggio parlamentare di Bennelong.

## Onorificenze

Howard (a sinistra) viene premiato con la Medaglia Presidenziale della Libertà dal presidente George W. Bush.